# 돌산중앙초등학교
돌산중앙초등학교는 대한민국 전라남도 여수시 돌산읍 돌산로 2531 (둔전리)에 있었던 공립 초등학교이다.

## 연혁
- 1950년 3월 16일 둔전국민학교 개교(설립인가 2월 1일)
- 1960년 4월 1일 돌산중앙국민학교로 개칭
- 1984년 3월 8일 병설유치원 개원
- 1996년 3월 1일 돌산중앙초등학교로 개칭
- 2007년 3월 1일 동백초등학교에 통폐합